# Big Data - Retrospectiva BBB
Big Data - Retrospectiva BBB é um programa spin-off do Big Brother Brasil com 10 episódios, que estreou no Globoplay no dia 10 de janeiro de 2020. É apresentado por Ana Clara e dirigido por Fábio Brandão, com a direção geral de Rodrigo Dourado.

## Sinopse
Reveja os melhores momentos de todas as edições do Big Brother Brasil. Tretas, romances, paredões históricos, provas, pérolas e muito mais, estão reunidos aqui nos nossos arquivos.

## Formato
O programa é formado por rápidos vídeos de momentos de 19 edições do Big Brother Brasil antecessoras ao programa, acompanhados pelas narrações bem-humoradas da apresentadora da atração, Ana Clara. Os flashbacks são intercalados por entrevistas com espectadores do BBB, comentários em vídeo e vídeos de introdução.

## Produção
A série documental foi gravada em dezembro de 2019, em shoppings do Rio de Janeiro e nas cidades cenográficas dos Estúdios Globo e anunciada apenas no dia que foi disponibilizada no Globoplay, em 2020.

## Episódio
1
"Não pisa no meu calo"  
Quer babado, confusão e gritaria? Então reveja os tumultos, os deboches eternizados, os dedos na cara, e as discórdias mais marcantes do programa. 2
"Um amor, um edredom"  
Top casais do BBB que aconteceram, queimaram a largada e aqueles que estão juntos até hoje. Teve match que se transformou em casório e filhos. 3
"Brothers Bugados"  
Sabe aquelas cenas de ansiedade e destempero atribuídos ao confinamento? Relembre a relação do Bambam com a ‘Maria Eugênia’ e se divirta com a Tina batendo panelas na casa. 4
"Não imaginam o prazer que é estar de volta"  
Ganhar o BBB é para poucos. Agora, ser eliminado e voltar é pra menos gente ainda. Quando todo mundo achou que eles estavam fora, eles viraram meme e viraram o jogo. 5
"Sempre cabe mais um"  
Tem visita que fala que não vai incomodar, mas fica uma semana e tem aqueles que a gente quer na nossa casa para sempre. Veja os visitantes que já passaram pelo BBB. 6
"Tá com nada, tá com tudo e tá com fome"  
O Ministério dos Realities adverte: esse vídeo contém cenas de apertos, brigas e dramalhões por causa de comida. 7
"Vtzeiros"  
Momentos engraçados, bordões que perduram e as maiores “pérolas” já ditas na casa do BBB? Temos aqui! E muita atenção porque ‘o Brasil tá vendo!’ 8
"Não era amor"  
No BBB tem aqueles que querem formar casal, mas não conseguem. E tem também aqueles que, de tão grudados, todo mundo shipa, mas só estão buscando uma boa e velha amizade. 9
"E o meu poder?"  
Uma seleção de provas memoráveis, e momentos marcantes das disputas que geraram memes, discussões dentro da casa e que não sairão tão cedo da lembrança de qualquer BBB maníaco. 10
"Destruíram meu sonho"  
Com 100% dos votos, o público decidiu que... deseja uma seleção das top eliminações, dos grandes paredões e das saídas mais divertidas. Na ‘hora H’ já rolou até pedido de casamento. 